# Javier Valle
Javier Valle (* 26. November 1936 in Sayula, Jalisco; † 11. April 2022), mit vollem Namen Francisco Javier Valle Herrera, war ein mexikanischer Fußballspieler, der vorwiegend im Mittelfeld agierte. 
Bereits als Kind kam er zum Club Deportivo Guadalajara, bei dem er die Nachwuchsabteilungen durchlief und in der Saison 1960/61 zu seinem ersten Profieinsatz kam. Valle stand bis 1967 bei Guadalajara unter Vertrag und war somit ein Teil jener legendären Mannschaft, die in den neun Jahren zwischen 1957 und 1965 siebenmal die mexikanische Meisterschaft gewann und aufgrund ihrer Dominanz den Beinamen Campeonísimo erhielt. 
Valle gehörte bei den vier Titeln zwischen 1961 und 1965 zum Meisterkader Guadalajaras und gewann darüber hinaus mit den Chivasi 1962 den erstmals ausgetragenen CONCACAF Champions’ Cup, 1963 den mexikanischen Pokalwettbewerb sowie in den Jahren 1961, 1964 und 1965 den mexikanischen Supercup. 

## Erfolge
- Mexikanischer Meister: 1960/61, 1961/62, 1963/64, 1964/65
- Mexikanischer Pokalsieger: 1963
- Mexikanischer Supercup: 1961, 1964, 1965
- CONCACAF Champions’ Cup, 1962